# Löhdenhausen

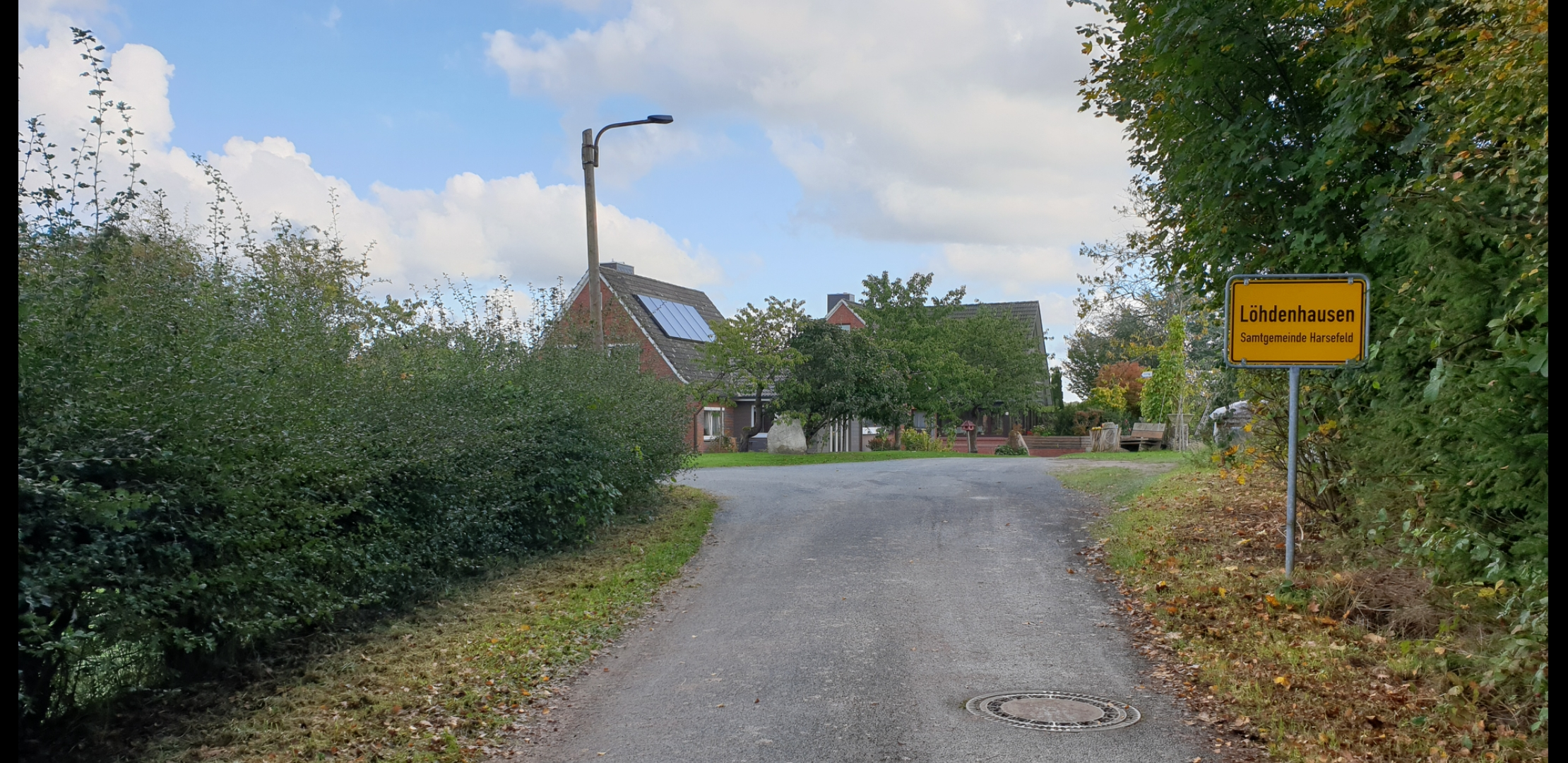
Westlicher Ortseingang von Löhdenhausen

Löhdenhausen ist ein Stadtteil vom Kernort des Fleckens Harsefeld mit etwa 50 Einwohnern im niedersächsischen Landkreis Stade. Die Siedlung ist zum Teil nicht offiziell anerkannt.

## Geographie und Verkehrsanbindung
Löhdenhausen liegt auf der Stader Geest und ist umgeben von der Umgehungsstraße K26n im Westen und den Bahngleisen der Bahnstrecke Buxtehude–Harsefeld im Süden. Die Umgehungsstraße grenzt die Siedlung vom Kernort und die Bahngleisen vom Gewerbegebiet Weißenfelde ab. Östlich liegt das Naturschutzgebiet Steinbeckforst und östlich fließt die Steinbeck. Löhdenhausen besteht aus etwa 10 Häusern.
Die Straße Ebenkamp verbindet den Ort mit der Umgehungsstraße im Westen. Vor dem Bau der Umgehungsstraße führte die Straße bis in den Kernort Harsefelds hinein; heute ist sie von der Umgehungsstraße unterbrochen. Im Nordwesten führt eine Nebenstraße zur Straße Auf dem Klingenberg, die eine weitere Verbindung zur Umgehungsstraße im Westen und nach Weißenfelde im Südosten schafft. Weitere Nebenstraßen führen nach Weißenfelde und nach Harsefeld.
Der nächste Bahnhof ist der Bahnhof Harsefeld im Kernort an den Bahnstrecken Bremerhaven-Wulsdorf–Buchholz und Buxtehude–Harsefeld.

## Geschichte
Vor der Besiedlung des Gebiets wurde dort Tonmergel abgebaut. Nach dem Zweiten Weltkrieg erhielt Peter Löhden das Land von der Gemeinde Harsefeld. Die Tonkuhlen wurden mit Sand geschlossen und das erste Haus wurde erbaut, das jetzige Anwesen Nr. 4. Seine Nachkommen errichteten die restlichen Häuser und unterhielten hier ein Bauunternehmen. Auch Landwirtschaft wurde betrieben.
Noch heute wird Löhdenhausen immer noch größtenteiles von Nachkommen der dreizehn Kinder des Peter Löhdens bewohnt. Das Bauunternehmen existiert nicht mehr.

### Religion
Die Bevölkerung Löhdenhausens ist mehrheitlich neuapostolischer Konfession und gehört zur neuapostolischen Gemeinde in Harsefeld.

## Kultur
In Löhdenhausen werden ein Backhaus und ein Fußballplatz unterhalten.

## Kontroverse um die offizielle Anerkennung
Die Siedlung Löhdenhausen ist nicht von allen Seiten offiziell anerkannt. Die Ortstafel war ursprünglich ein Scherz gewesen, wurde aber später trotzdem durch eine offizielle Ortstafel ersetzt.
Die Samtgemeinde Harsefeld bestätigte 2011 die Existenz Löhdenhausens und die Anerkennung zum Gebiet der Samtgemeinde. Auch das Ortsschild werde zur Kenntnis genommen.